# Тойтенберг, Ина-Йоко

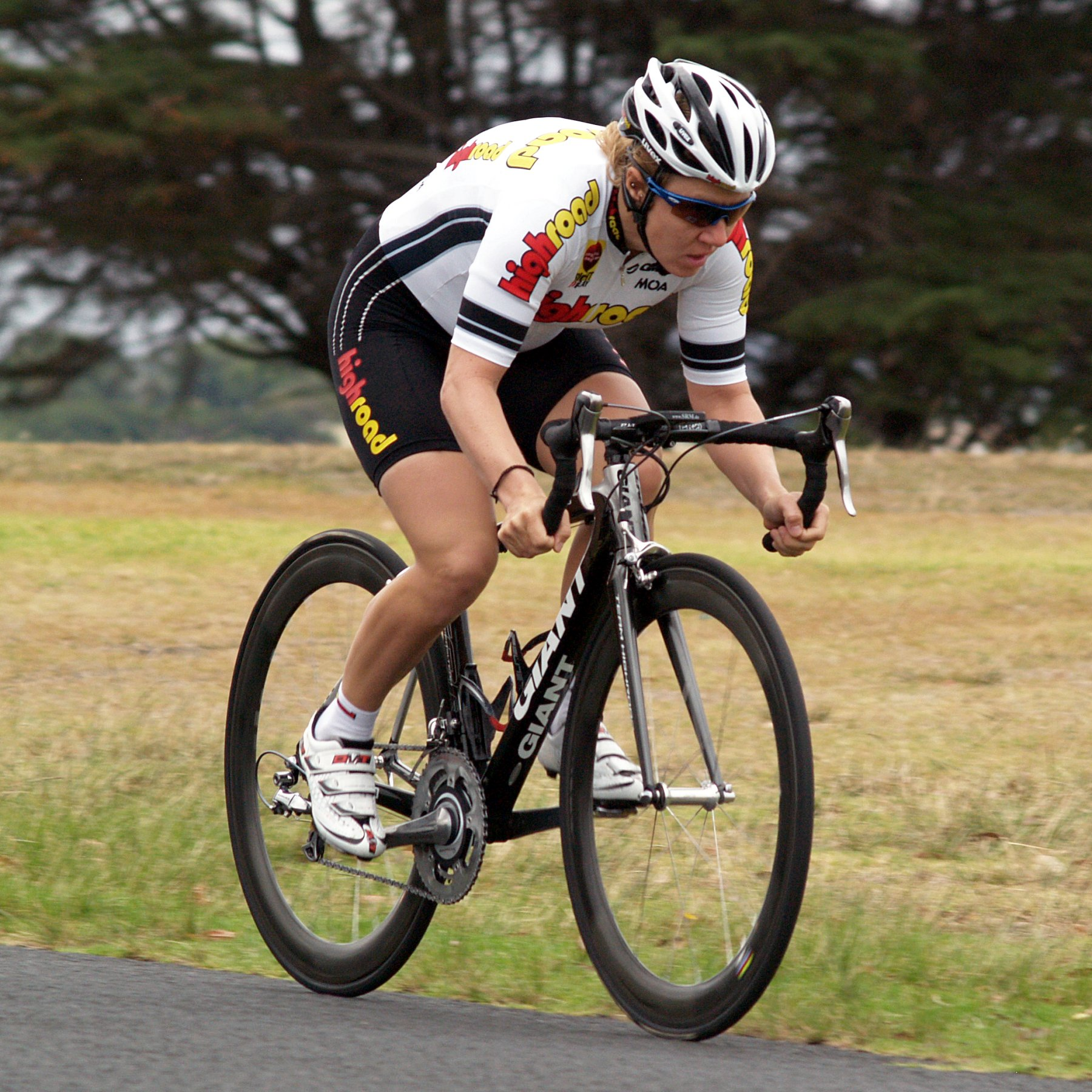
Тойтенберг в гонке с раздельным стартом на Geelong Tour in Australia, 2008

Ина-Йоко Тойтенберг (нем. Ina-Yoko Teutenberg, род. 28 октября 1974, Дюссельдорф) — немецкая шоссейная велогонщица, выступавшая на профессиональном уровне с 2000 по 2013 годы за команды Red Bull Frankfurt, Saturn и Specialized-Lululemon. За свою карьеру она одержала более 200 побед, включая 11 этапов Джиро Роза, Тур Фландрии 2009 года. На чемпионате мира 2012 года Тойтенберг в составе команды Specialized-Lululemon стала победительницей в командной гонке. Сейчас она работает спортивным директором женской команды UCI, Trek-Segafredo.

## Карьера
Ина-Йоко Тойтенберг Родилась в Дюссельдорфе (ФРГ), и начала ездить на велосипеде в возрасте 6 лет вместе со своими братьями, Свеном Тойтенбергом и Ларсом Тойтенбергом. Выступала за сборную Германии на летних Олимпийских играх 2000 и 2012 годов. Тойтенберг завершила свою карьеру в 2013 году, получив сотрясение мозга в результате серьёзного несчастного случая в том же году.
После завершения карьеры временно работала в USA Cycling, руководя их юниорской мужской и женской программами в Европе, а затем стала одним из руководителей женской команды Rally Cycling. В августе 2018 года компания Trek Bicycle Corporation объявила, что Тойтенберг будет назначена главным директором новой женской команды Trek-Segafredo, которая дебютирует в 2019 году. 30 мая 2019 года было объявлено, что Тойтенберг станет директором женской шоссейной команды на чемпионатах мира и Олимпийских играх, начав свою работу на чемпионате мира в том же году.

## Достижения

### Трек
1993
 Чемпионат Германии — гонка по очкам
1997
 Чемпионат Германии — гонка по очкам

### Шоссе
1992
2-я на Вуэльте Майорки
1996
Тур Тюрингии
1998
4-й этап на Стер Зеувс Эйанден
4-й этап на Women’s Challenge
Холланд Ледис Тур
1-я в генеральной классификации
4-й и 5-й этапы
1999
7-й и 12-й этапы на Women’s Challenge
2000
8-й и 9-й этапы на Women’s Challenge
Холланд Ледис Тур
2-я в генеральной классификации
5a-й этап
2-я на Примавера Роза
2001
3-й этап на Туре Тюрингии
10-й и 13-й этапы на Women’s Challenge
4-й этап на Туре Гилы
1-я на Кубке Кларендона
2002
3-й этап на Холланд Ледис Тур
5-й этап на Туре Тюрингии
1-й, 3-й, 4-й и 5b-й этапы на Туре де л'Од феминин
Кубке Кларендона
2003
Гран-при Гастауна
4b-й и 9-й этапы на Туре де л'Од феминин
4-й этап на Solano Bicycle Classic
1-й и 4-й этапы на Редлендс Классик
4-й этап на Туре Гилы
2-й и 7-й этапы на Туре Туна
5-й этап на Холланд Ледис Тур
2005
Тур Роттердама
2-й и 3-й этапы на Многодневная гонка Солнечной долины
2-й и 3-й этапы на Редлендс Классик
3-й этап на Туре Гилы
Richmond Cycling Classic
Либерти Классик
2-й и 5-й этапы на Туре Туна
4a-й этап на Холланд Ледис Тур
2006
2-я в Кубке мира
Австралиа Ворлд Кап
4-й этап на Туре Джелонга
2-й и 3-й этапы на Туре Новой Зеландии
1-й этапы на Damesronde van Drenthe
5-й и 10-й этапы на Туре де л'Од феминин
4-й этап на Женском Туре — Красна-Липа
Тур Роттердама
генеральная классификация
2-й и 3-й этапы
4b-й этап на Джиро ди Тоскана — Мемориал Микелы Фанини
Commerce Bank Triple Crown of Cycling
Рединг Классик
2007
3-я в Кубке мира
2-й и 3-й этапы на Туре Джелонга
1-й и 6-й этапы на Туре Новой Зеландии
2-й этап на Редлендс Классик
9-й этап на Туре де л'Од феминин
Commerce Bank Triple Crown of Cycling
:1-е место в Commerce Bank Lancaster Classic
1-е место в Commerce Bank Reading Classic
1-е место в Commerce Bank Либерти Классик Филадельфия
3-й этап наСтер Зеувс Эйанден
4-й и 7-й этапы на Джиро Роза
4-й и 5-й этапы на Трофи д’Ор
3-я на Новилон Ронде ван Дренте
2008
6-й этап на Туре Новой Зеландии
Central Valley Classic
Drentse 8 van Dwingeloo
4-й этап на  Грация Орлова
5-й и 8-й этапы на Туре де л'Од фемини
Commerce Bank Allentown Classic
Рединг Классик
Либерти Классик
Стер Зеувс Эйанден
генеральная классификация
2-й и 3-й этапы
1-й, 2-й, 3-й и 8-й этапы на Джиро Роза
Пролог и 1-й этап на Рут де Франс феминин
Холланд Ледис Тур
2-я в генеральной классификации
1-е место на этапах 1-й, 4-й и 6-й этапы
1-й, 2b-й и 4-й этапы на Джиро ди Тоскана — Мемориал Микелы Фанини
Central Valley Classic 2008
Visalia 2008
2009
 Чемпионат Германии — групповая гонка
Merced Criterium
Merced Road Race
Многодневная гонка Сан-Димас
генеральная классификация
2-й и 3-й этапы
Редлендс Классик
генеральная классификация
1-й и 2-й этапы
Тур Фландрии
Drenthe 8 Van Dwingeloo
Ронде ван Гелдерланд
4-й этап на Грация Орлова
1-й, 3-й и 9-й этапы на Туре де л'Од феминин
Либерти Классик
Стер Зеувс Эйанден
4-й этап на  Giro Donne
Рут де Франс феминин
1-е место на этапах 1 и 3
1-е место на этапе 5 Холланд Ледис Тур
1-е место на этапе 5 Джиро ди Тоскана — Мемориал Микелы Фанини
2010
Многодневная гонка Сан-Димас
генеральная классификация
3-й этап
Редлендс Классик
генеральная классификация
1-й этап
Drenthe 8 Van Dwingeloo
Тур острова Чунмин
генеральная классификация
1-й и 3-й этапы
Тур острова Чунмин Кубок мира
Тур де л'Од феминин
очковая классификация
3-й, 6-й и 9-й этапы
Либерти Классик
1-й, 2-й, 3-й и 4-й этапы на Джиро Роза
1-й этап на Рут де Франс феминин
1-й этап на Холланд Ледис Тур
1-й этап на Джиро ди Тоскана — Мемориал Микелы Фанини
2011
 Чемпионат Германии — групповая гонка
3-й этап на Туре Новой Зеландии
2-й этап на Блуйзоне Фрисланд Тур
Ронде ван Гелдерланд
Тур острова Чунмин
генеральная классификация
очковая классификация
2-й этап
Тур острова Чунмин Кубок мира
1-й этап на Джиро дель Трентино-Альто-Адидже — Южный Тироль
Джиро Роза
1-е место на этапах 4 и 10
Тур Тюрингии
1-е место на этапах 1 и 2
Трофи д’Ор
1-е место на этапах 1 и 2 (TTT)
Джиро ди Тоскана — Мемориал Микелы Фанини
1-е место на этапах 1 (TTT), 2 и 4a
2012
Блуйзоне Фрисланд Тур
генеральная классификация
очковая классификация
2-й, 3-й и 4b-й (TTT) этапы
Либерти Классик
1-й этап на Эмакумин Бира
1-й и 2-й этапы на Туре Тюрингии
Опен Воргорда TTT
1-й, 2-й и 5-й этапы на Холланд Ледис Тур
 Чемпионат мира — командная гонка (с Эллен ван Дейк, Шарлоттой Беккер, Амбер Небен, Эвелин Стивенс и Трикси Воррак)
6-я на Чемпионат мира — индивидуальная гонка
4-я на Олимпийские игры — групповая гонка

### Статистика выступления наГранд-турах
| Гонка / Год          | 1994           | 1995           | 1996           | 1997           | 1998           | 1999           | 2000           | 2001           | 2002           | 2003           | 2004           | 2005           | 2006 | 2007 | 2008 | 2009 | 2010           | 2011           | 2012           |
| -------------------- | -------------- | -------------- | -------------- | -------------- | -------------- | -------------- | -------------- | -------------- | -------------- | -------------- | -------------- | -------------- | ---- | ---- | ---- | ---- | -------------- | -------------- | -------------- |
| Гранд Букль феминин  | DNF            | —              | 53             | —              | DNF            | DNF            | DNF            | —              | 57             | —              | —              | —              | —    | —    | —    | —    | не проводилась | не проводилась | не проводилась |
| Рут де Франс феминин | не проводилась | не проводилась | не проводилась | не проводилась | не проводилась | не проводилась | не проводилась | не проводилась | не проводилась | не проводилась | не проводилась | не проводилась | —    | —    | 33   | 45   | DNF            | —              | —              |
| Тур де л'Од феминин  | —              | 38             | —              | 44             | DNF            | DNF            | 30             | —              | 4              | 58             | —              | —              | 47   | 51   | 34   | 25   | 46             | не проводилась | не проводилась |
| Джиро д’Италия Донне | —              | —              | —              | —              | —              | —              | —              | —              | —              | —              | —              | —              | —    | 92   | 72   | 62   | 65             | 53             | DNF            |

## Рейтинги
| Год                 | 1998 | 1999 | 2000 | 2001 | 2002 | 2003 | 2004 | 2005 | 2006 | 2007 | 2008 | 2009 | 2010 | 2011 | 2012 |
| ------------------- | ---- | ---- | ---- | ---- | ---- | ---- | ---- | ---- | ---- | ---- | ---- | ---- | ---- | ---- | ---- |
| Мировой рейтинг UCI | -    | -    | -    | -    | -    | -    | -    | -    | -    | -    | -    | 5-й  | 7-й  | 4-й  | 6-й  |
| Мировой кубок UCI   | 14-й | -    | 11-й | -    | -    | -    | -    | 8-й  | 2-й  | 3-й  | 10-й | 4-й  | 14-й | 5-й  | 26-й |
|                     |      |      |      |      |      |      |      |      |      |      |      |      |      |      |      |
| Источник: UCI       |      |      |      |      |      |      |      |      |      |      |      |      |      |      |      |

## Личная жизнь
Она была одной из 23 ЛГБТ-олимпийцев на Играх в Лондоне.